# Biserica Sfinții Voievozi din Câinenii Mici
Biserica Sfinții Voievozi din Câinenii Mici este un monument istoric aflat pe teritoriul satului Câinenii Mici, comuna Câineni.

## Istoric și trăsături
Ctitorii bisericii sunt jupân Frângu Daneș și familia sa. Din punct de vedere tipologic este o biserică-sală, cu clopotniță peste pronaos.
Această biserică continuă tipul arhitectural, silueta exterioară și spațialitatea interioară a bisericii mai vechi din sat, aflată la doar 200 m distanță.
Pictura interioară a fost executată de zugravii Manolea, Dinu din Craiova și Radu ereu; pictura exterioară este opera zugravilor Pătru și Ghiță Lăzărescu din anul 1841. Asemenea bisericii învecinate și la biserica Sfinții Voievozi fațadele sunt pictate integral.